# 興行収入上位の映画一覧
興行収入上位の映画一覧（こうぎょうしゅうにゅう じょうい の えいが いちらん）では、興行収入上位の映画の一覧を、カテゴリー別に分類して以下に示す。

## 地域別

### 世界
- 世界歴代興行収入上位の映画一覧

### アジア
- 日本歴代興行成績上位の映画一覧
- 韓国歴代興行成績上位の映画一覧
- 中国歴代興行収入上位の映画一覧
- 香港歴代興行収入上位の映画一覧
- 台湾歴代興行収入上位の映画一覧
- インド歴代興行収入上位の映画一覧

### 欧米
- 北米歴代興行収入上位の映画一覧
- イギリス歴代興行収入上位の映画一覧
- フランス歴代興行収入上位の映画一覧
- ロシア歴代興行収入上位の映画一覧

### 現在は存在しない国
- ソ連歴代興行収入上位の映画一覧

## 製作国別

### アジア
- 世界興行収入上位のアジア映画一覧
  - 日本映画の歴代興行収入一覧
    - 興行収入上位の日本のアニメ映画一覧

  - インド映画の歴代興行収入一覧
    - インド映画の歴代興行収入一覧(インド国外)

## 期間別
- 年度別映画興行成績
- Category:各年の日本週末興行成績1位の映画の一覧

## ジャンル別
- 興行収入上位のアニメーション映画一覧
  - 興行収入上位の日本のアニメ映画一覧

## その他の興行収入記録
- 制限指定映画の興行成績上位映画一覧
- 非英語映画の興行成績上位映画一覧
- 赤字映画の一覧